# Опамойе, Гбенга Мухаммед
Гбенга Мухаммед Опамойе (англ. Gbenga Muhammed Opamoye; род. 6 апреля 1998, Лагос, Лагос) — нигерийский футболист, полузащитник.

## Карьера

### «Славия-Мозырь»
В марте 2022 года футболист присоединился к белорусскому клубу мозырской «Славии». Дебютировал за клуб футболист 20 марта 2022 года в матче против борисовского БАТЭ, выйдя на поле в стартовом составе. Однако закрепиться в основной команде клуба у футболист на получилось, за первую половину чемпионата появившись на поле лишь в 2 матчах, результативными действиями не отличившись. В июле 2022 года футболист покинул мозырскую «Славию», расторгнув контракт по соглашению сторон.

### «Динамо-Брест»
В июле 2022 года футболист прибыл на просмотр в брестское «Динамо», с которым затем в конце месяца подписал полноценный контракт, который был заключён с клубом до конца сезона. Дебютировал за клуб футболист 30 июля 2022 года в матче Кубка Белоруссии против «Витебска», выйдя на поле в стартовом составе. Свой первый матч за клуб в чемпионате футболист сыграл 27 августа 2022 года против «Энергетика-БГУ», выйдя в стартовом составе. Однако закрепиться в основной команде у футболиста не вышло, сыграв за сезон 6 матчей во всех турнирах, преимущественно выходя на поле со скамейки запасных. По окончании срока действия контракта футболист покинул брестский клуб. 

### «Ремо Старс»
В марте 2023 года футболист на правах свободного агента перешёл в нигерийский клуб «Ремо Старс». Дебютировал за клуб 29 марта 2023 года в матче против клуба «Эль-Канеми Уорриорс», выйдя на поле в стартовом составе. Однако футболист успел провести за клуб всего лишь 2 матча, в которых результативными действиями по итогу не отличился. По окончании сезона футболист покинул нигерийский клуб.

### «Аква-Юнайтед»
В августе 2023 года футболист стал игроком нигерийского клуба «Аква Юнайтед». Дебютировал за клуб футболист 28 октября 2023 года в матче против клуба «Бендел Иншурэнс», выйдя на поле в стартовом составе.